# Freccia del Brabante 1995
La Freccia del Brabante 1995, trentacinquesima edizione della corsa, si svolse il 26 marzo su un percorso di 187 km, con partenza e arrivo ad Alsemberg. Fu vinta dal belga Edwig Van Hooydonck della squadra Novell davanti ai russi Alexander Gontchenkov e Dmitrij Konyšev.

## Ordine d'arrivo (Top 10)
| Pos. | Corridore             | Squadra                  | Tempo    |
| ---- | --------------------- | ------------------------ | -------- |
| 1    | Edwig Van Hooydonck   | Novell                   | 4h30'26" |
| 2    | Alexander Gontchenkov | Lampre-Panaria           | a 6"     |
| 3    | Dmitrij Konyšev       | Aki-Gipiemme-Pitti Shoes | s.t.     |
| 4    | Johan Museeuw         | Mapei-GB-Latexco         | a 38"    |
| 5    | Andrei Tchmil         | Lotto-Isoglass           | a 40"    |
| 6    | Franco Ballerini      | Mapei-GB-Latexco         | a 54"    |
| 7    | Adrie van der Poel    | Collstrop-Lystex         | a 1'00"  |
| 8    | Wilfried Peeters      | Mapei-GB-Latexco         | a 1'02"  |
| 9    | Fabrizio Bontempi     | Brescialat-Fago          | s.t.     |
| 10   | Maarten den Bakker    | TVM                      | s.t.     |